# Catocala rubra
Catocala rubra là một loài bướm đêm trong họ Erebidae.